# Racisme postmodern
El racisme postmodern o racisme cultural és una ideologia que recolza la idea que les cultures no són ni inferiors ni superiors, sinó diferents, i que no existeix una desigualtat entre races, sinó una diferència entre cultures. Així mateix, aquest pensament nega el diàleg i la interacció entre les diverses cultures, per tant, la possibilitat d'establir unes normes comunes de convivència en territoris compartits.
La postmodernitat va portar l'encobriment i l'ocultació del racisme, és a dir, en la postmodernitat se sap que hi ha racisme, però s'actua com si no n'hi hagués. Amb el pas del temps i a mesura que la societat evolucionava, fer públiques declaracions en contra d'altres races i/o ètnies va començar a no estar acceptat per part de la societat. Això no ha comportat la desaparició del racisme, però si la tendència a no mostrar-lo públicament. Aquesta manera la societat aparenta ha deixat de ser racista quan en realitat aquest es troba latent.
El racisme postmodern exclou els immigrants i els grups minoritaris d'una forma més deshumanitzada que el racisme al qual estàvem acostumats, destruint el diàleg i afavorint unes idees semblants a les cíniques on el seu objectiu no era pas una transformació de la societat, sinó oferir una tranquil·litat individual a tot el qui, voluntàriament, s'unís a les seves, amb la garantia que la societat no perdi la seva identitat pròpia i individual. És impossible educar conjuntament a persones de diferents cultures, ja que el diàleg i l'intercanvi només poden portar a la pèrdua de diferència i identitat de les cultures no dominants. El mateix passa amb la convivència. El que aquest tipus de racisme pretén, és que cada cultura i grup visqui al seu lloc d'origen per tal de no perdre les seves arrels. No lluita per la igualtat, perquè aquesta únicament perjudica la identitat de cada cultura i cada grup.
En l'actualitat és molt difícil que alguna persona accepti públicament que és racista. Ja sigui perquè sap que no està acceptat socialment o perquè realment no ho sigui d'una manera conscient i voluntària. La societat ha evolucionat i ha canviat, sembla que ha deixat de banda el ser racista, però només ho aparenta. La societat s'ha vist obligada a camuflar-se i a transformar la discriminació continuant amb el racisme a través d'uns mecanismes més subtils i difícils d'identificar.
La prova que demostra que el racisme no ha desaparegut la trobem en les diferències socials que hi ha entre ètnies, races i immigrants. Aquelles persones de condició racial creuen que la raça de cada persona influeix en la seva intel·ligència, també es mostren menys interessats a socialitzar-se, i en donar suport a les polítiques que redueixen la desigualtat racial en l'educació.

## El racisme i els seus orígens
En la dècada del 1960 el concepte de racisme s'aplicava al tractament d'individus i la creença que un individu era racialment inferior, actualment el racisme descriu pràcticament tot el que té a veure amb el conflicte racial.
El concepte de raça va aparèixer per primera vegada al voltant del segle xviii; els nord-americans van començar a utilitzar aquest terme als seus escrits científics a finals d'aquest mateix segle. Al XIX el racisme va començar a estudiar-se per científics, en aquell moment la ideologia explicava alguns conflictes econòmics i polítics en llocs del món i es legitimava el paper capitalista britànic al sistema econòmic mundial.
A la dècada de 1960 es va descriure el racisme com un concepte cultural, institucional i individual, també es van assumir els vincles entre aquests tres nivells i es va preparar com si fos per al desenvolupament d'una teoria. Segons el seguiment de la literatura sobre el racisme, es va allunyar la seva promesa inicial. Ara veiem cada nivell (cultural, institucional i individual) elaborat com racismes diferents i s'ha perdut la intenció original de vincular els tres nivells en una única teoria.
A la dècada de 1970 es comença a pensar que el concepte de raça va disminuir significativament, augmentant la importància de la classe social i la cultura, però això només ho sembla aparentment.
El racisme funciona sobre la base del procés de categorització de les persones, atribuint característiques pròpies de determinats grups. Això es complementa amb la identificació de l'individu amb un grup, que es considera superior als altres als quals es compara.
Durant l'evolució del racisme, hi ha hagut molts documents redactats per organitzacions, on s'ha pogut veure que aquest tema mostra molta flexibilitat ideològica. Aquestes organitzacions reben l'acceptació quan eviten la retòrica del racisme tradicional, incorporen la incorporació del victimisme blanc i emfatitza el llenguatge del nou racisme.

## El racisme modern i el racisme postmodern
El Racisme Modern proclama que el model cultural universal i per tant, aquell que s'ha de considerar superior, és l'home blanc. Fet que ens fa veure que en el racisme modern existeix una desigualtat de races, i una subordinació (hi ha races superiors a les altres, el que implica que ha d'haver una relació de comandament i obdiència). Per exemple, aquest tipus de racisme el podem observar en ideologies com el Nazisme i l'Holocaust.
En la modernitat és defensava la igualtat d'oportunitats, i l'educació va ser un àmbit en el qual es va dur a terme. Era una igualtat limitada, la idea era proporcionar als grups inferiors l'oportunitat de poder evolucionar i aconseguir els valors i formes de funcionament dels grups superiors (donant per suposat, que aquests eren els correctes i adequats per a tothom). De manera que s'obligava a formar part de la cultura hegemònica.
El racisme modern està compost per tres característiques principals.
- Discrepància contra aquelles persones de color que ascendeixen ràpidament.
- Discrepància cap a allò que s'ha cedit a les persones de color. Com per exemple, la discriminació positiva.
- Negació de l'existència d'una discriminació racial.

En la modernitat les anàlisis sobre el racisme emfatitzaven en la desigualtat racial, la seva història, llegat i conseqüències. Mentre que en la postmodernitat se sostenen arguments que expressen que la raça és només un component de la identitat i que les condicions polítiques i econòmiques en la que es basava la modernitat havien canviat de forma fonamental.
Els postmodernistes interpreten el món divers, inestable, fragmentat i que consisteix en conjunts difusos i efímers de múltiples identitats. Això és a causa de la naturalesa canviant dels canvis socials, polítics i econòmics.
Des d'un punt de vista postmodern hi ha múltiples experiències i comprensions de raça i racisme; es promou un estímul de l'exploració reflexiva i creativa de l'alternativa, el que és ambigu i el que és ambivalent. La resposta d'un modernista seria que aquests arguments només serveixen per a desviar l'atenció crítica dels sistemes socials opressius i redirigir-la cap al nivell de les percepcions, opinions, lògica i la ment de l'individu.
| Racisme Modern                                                                | Racisme Postmodern                                                       |
| ----------------------------------------------------------------------------- | ------------------------------------------------------------------------ |
| Emfatitzen en la desigualtat racial, la seva història, llegat i conseqüències | La raça és només un component de la identitat                            |
| Existeixen cultures superiors i inferiors                                     | No es fixa en la desigualtat de races, sinó la diferència entre cultures |
| Es defensa la igualtat d'oportunitats                                         | No creuen en la igualtat d'oportunitats                                  |
| Deriva de la perspectiva etnocentrista                                        | Deriva de la perspectiva relativista                                     |

## Causes de l'increment del racisme postmodern

### Prejudici
Una de les principals característiques per les quals el racisme (tant modern com postmodern) existeix és el prejudici. Les persones són categoritzades, se’ls hi atribueixen característiques pròpies de cada grup, de manera que cada individu és identificat amb un grup social determinat.
El prejudici pot ser Categorització social, per la egmentació, classificació i ordenació de la realitat i de les diferents races i ètnies, dividint a la població segons el físic, la ideologia, la cultura i el lloc del qual provenen; estereotips, amb imatges mentals i construccions socioculturals sense base científica, fruit de l'herència cultural, d'opinions i prejudicis sobre determinades persones, segons els quals la major part dels membres d'una categoria social comparteixen les mateixes característiques; i identificació social, pel que les etiquetes racials afecten en el desenvolupament del prejudici racial, i aquest desemboca en la desigualtat de races, és a dir, el racisme.

### Religió
La confusió i el conflicte sobre la pèrdua de la identitat són causades per interpretacions diferents que venen marcades implícitament per factors com la superfície i la religió. A conseqüència es deriven a termes com negre, jueu i musulmà que poden invocar diferents de les nostres concepcions o categories més profundes, com la raça, la cultura, la religió, l'etnicitat i el lloc de procedència.
Qui tolera la pràctica d'altres religions que no és la pròpia podria tenir diverses opinions: o és agnòstic i les persones religioses li semblen incultes, o creu indubtablement en la seva pròpia religió que seria l'única i verdadera i inspirada pel seu déu que no té cap rival; aquesta persona permet que altres segueixin creient en altres religions encara que les consideri supersticions amb l'esperança que un dia acabaran adonant-se de la veritat. Però tolerar no és el mateix que comprendre o respectar, al primer terme hi ha una càrrega d'obstinació i rebuig, mentre que comprendre i respectar comporta l'esforç per entendre la forma de pensar i actuar de l'altre amb un element d'igualtat en la diversitat. En la tolerància està present la creença de superioritat de la mateixa cultura que comporta la inferioritat de l'altre.
Hi ha diverses arrels sobre la intolerància de religions. El racisme antiàrab, present a Europa des de l'expansió colonial d'aquesta, que té els seus orígens en els segles d'inferioritat cultural, econòmica i militar del vell continent enfront l'islam, que els europeus no coneixien ni comprenien, però la veien com una unió d'enveja admirativa i d'odi que es va expressar en les motivacions de les Croades. Aquests segles de construcció d'un sentiment d'inferioritat i de temor a allò que es desconeix donen origen ara a l'intent d'afirmar una suposada superioritat i així considerant inferior a l'altre.
El líder sionista Chaim Weizmann en 1919 va deixar clar a la conferència de pau de París que els jueus tenien "deu vegades" més intel·ligència que els àrabs. Joseph Weitz, director del Fons Nacional Agrari Jueu, va escriure el 1940 (quan els jueus eren una ínfima minoria en Palestina) que s'havia de traslladar als àrabs d'Israel. El cap espiritual del Shas, Ovadia Yosef, el partit més gran religiós d'Israel va declarar el 2003 que s'havia d'eliminar a tots els àrabs. d'aquesta manera, a la idea de neteja ètnica s'unia amb la de superioritat.
La idea eurocentrista sosté que els valors universals són únicament els que històricament van sorgir i es van desenvolupar a Europa i d'allà van triomfar en Occident. Té la concepció de què tot ha de ser jutjat segons l'origen ètnic i resultant d'una història que es va basar en l'explotació de la majoria de la humanitat.
El messianisme religiós (implica la idea de poble escollit) i el fonamentalisme, amaguen la resistència politicosocial dels pobles de religió islàmica que creuen o volen conservar el passat mitificat. Els fonamentalistes són intolerables per definició. Com a molt, accepten una tensa convivència amb les cultures "inferiors" mentre que no modifiqui l'statu quo, ni es reivindiquin les necessitats d'igualtat d'oportunitats.
També la persecució dels països cristians com els pogroms durant l'edat mitjana a l'Europa central o l'Holocaust nazi. Després Israel naixerà com un país confessional, de base ètnica (serà ciutadà tot aquell que tingui mare jueva), racista i expansionista, ja que la idea del que ha de ser el seu territori la prendrà d'una visió antihistòrica del passat reflectit en la Bíblia. Al segle xvii el discurs cristià basat en el mite excepcional del fet que eren persones escollides va contribuir a produir el racisme, diferenciant-se d'altres grups de persones com natives o negres.
Per la seva banda, els postmoderns sembla que desenvolupen un relativisme que pot donar la mateixa dignitat a coses absolutament oposades, com si no atribuïssin una inferioritat genéticocultural de forma en certa manera inconscient.

### Política
El racisme postmodern és actualment vigent en diverses polítiques en potències mundials com els Estats Units d'Amèrica o Rússia, entre d'altres. Des del 20 de gener del 2017, l'actual president dels Estats Units d'Amèrica, Donald Trump, és un clar exemple del racisme actual en l'àmbit polític. Clars exemples com el bloqueig total de la prohibició de l'entrada dels musulmans aclarint: “Fins que aconseguim determinar i comprendre aquest problema i la perillosa amenaça que planteja, el nostre país no pot ser víctima d'horribles atacs de gent que només creu en la Gihad i que no té cap sentit de la raó o respecte per la vida humana”.
Les nocions de racisme i supremacia blanca dels Estats Units continuen sent elements poderosos de la cultura nord-americana. Es poden veure en l'aparició d'una nova època històrica que millor es descriu com l'era del Racisme Laissez Faire. L'elecció de Donald Trump descansa sobre el funcionament actual del racisme. Entre diversos dilemes de l'actual president apareix la intensificació del partidisme polític en presència d'estratègies i retòriques de campanyes institucionalitzades de forma racial.

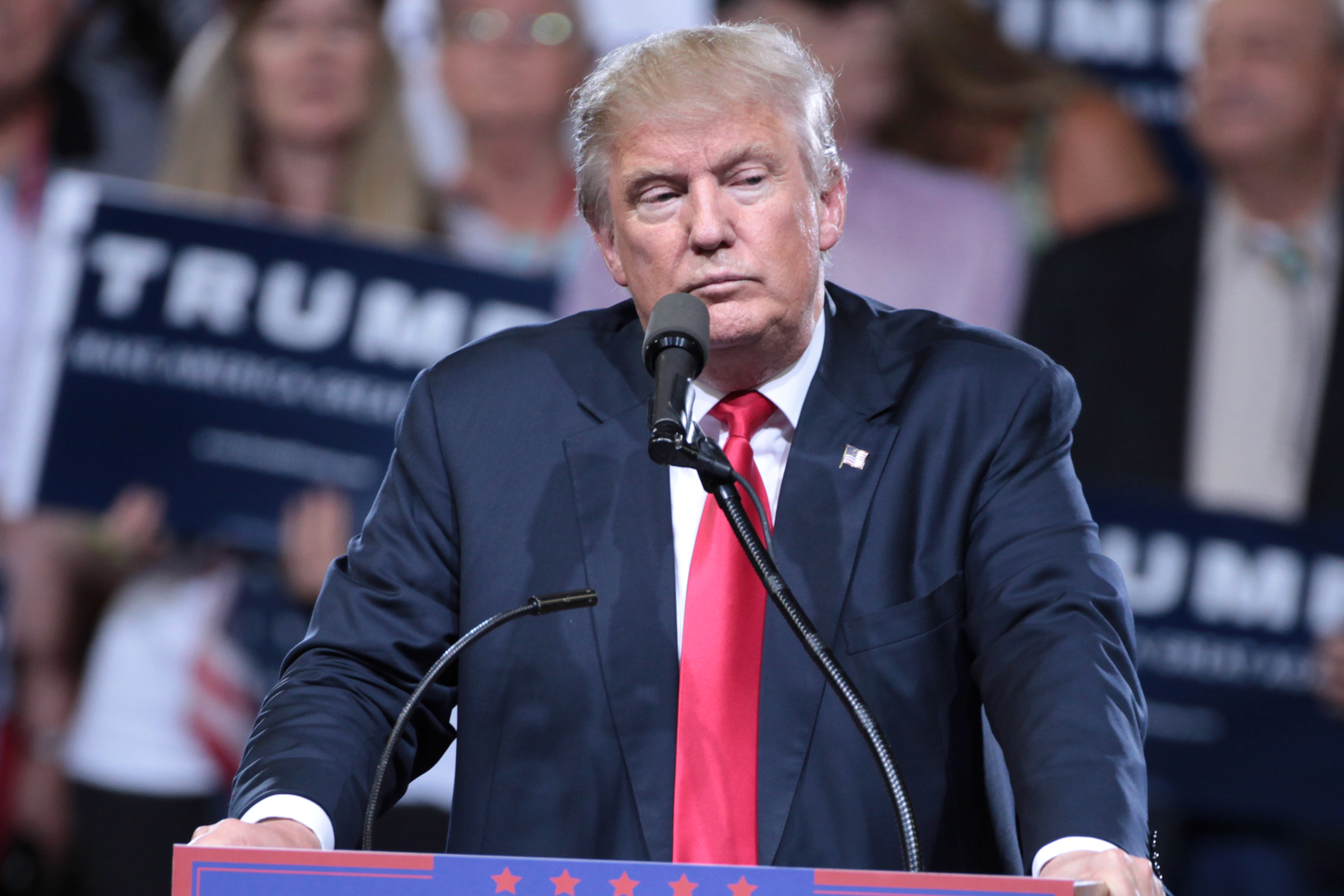
President dels Estats Units d'Amèrica

Les seves representacions negatives dels grups d'immigrants van ser un dels aspectes més polèmics de la campanya, que van provocar freqüents acusacions de racisme. Es van analitzar les discussions sobre el racisme dins d'una comunitat pro-Trump, anomenada "The_Donald". Els usuaris de Denver van negar fermament que les declaracions de Trump o les polítiques proposades eren racistes. El seu acomiadament d'aquestes acusacions va aprofitar i va estendre la lògica del racisme. Van argumentar que tals acusacions eren tàctiques merament cíniques polítiques i van defensar que els partidaris de Trump responguessin com a tals.
També la proposta de deportació de tots aquells immigrants amb delictes greus, gent que viu al país amb la Visa expirada o bé d'altres que resulten una greu amenaça a la seguretat. Els seus detractors l'han comparat amb un pla d'auto deportació que va fer Mitt Romney.
El llenguatge agressiu de Trump sobre la immigració analitzat des d'un conjunt de dades de discursos públics, entrevistes i declaracions de la web oficial de Trump és la pròpia "política de por" de Trump i el llenguatge sobre la immigració són evidència del populisme de dretes.
En Europa també hi ha un gran racisme en l'àmbit polític. Tal punt és que fins i tot, diversos partits polítics no oculten la seva conformitat amb el nazisme.
- Front Nacional - França, amb un 26-29% de vots, Marine Le Pen, promet un partit "revolucionari" amb unes polítiques molt d'extrema dreta argumentant que "s'ha d'impedir l'entrada dels immigrants a França" o "minimitzar l'Holocaust" sent doncs relacionada amb una ideologia ultra dreta i amb acusacions de "filonazisme".[cal citació]
- Alba Daurada - Grècia, liderat per Nikólaos Mikhaloliakos, partit que accepta qualificatius de racistes o complicitat amb el règim d'Adolf Hitler elogiant a l'Alemanya Nazi amb discursos ultra xenòfobs deixant-lo tercer en la llista de partits més votats a Grècia.[cal citació]
- Alternativa per Alemanya - Alemanya, Jörg Meuthen i Alexander Gauland com a presidents, formats per formacions de dretes i centredretes amb mesures socials ultraconservadores i l'objectiu d'acabar amb la immigració il·legal.[cal citació]
- Partit de la Independència del Regne Unit - UK, President Nigel Farage, votats amb un 30% de vots, sent el partit més de dretes dels Conservadors, partit feixista que defensa la prohibició de la immigració, l'avortament i l'homosexualitat, com la pensa de mort, entre d'altres.
- Dret i Justícia - Polònia, Jarosław Kaczyński president, un dels pocs partits que no només ha aconseguit governar, sinó que ho ha fet per majoria absoluta. Partit d'ideologia catòlica, conservadora i de dretes.[cal citació]
- Partit Liberal d'Àustria) - Àustria, Heinz-Christian Strachecom a president, el 24 d'abril del 2017 va aconseguir el 36,7% de vots, en la seva ideologia també hi figura l'euroescepticisme i nacionalisme.[cal citació]

També hi ha casos no gaire lluny de racisme en Espanya en àmbits polítics on participen Javier Moroto, el vicesecretari nacional de política social i sectorial dels populars i Xavier García Albiol, president del Partit Popular Català. Tots dos són acusats per l'organisme que vetlla pels drets humans, a prendre mesures contra el racisme i la discriminació. El consell d'Europa els presenta com un exemple de polítics xenòfobs. Sobre el dirigent popular català, l'estament enderroca les seves afirmacions amb les quals associen obertament als immigrants romanesos i gitanos amb la delinqüència o taxar de plaga als romanesos procedents de l'est d'Europa un any abans de convertir-se en alcalde de Badalona en 2011.

### Terrorisme
El terrorisme és un terme que està molt lligat al tema del racisme, de fet, hi ha un gran dubte relacionat en què és primer: ‘’El racisme provocant al terrorisme o el terrorisme fa que la societat sigui racista’’. És cert, que el terrorisme pràcticament sempre és causat per una revolta violenta motivada per injustícies on els principals temes pels quals es produeixen tals revoltes són de caràcter econòmic i racial.
Hem pogut comprovar com últimament al nostre país, Espanya, ha existit un increment considerable d'actes terroristes, un clar exemple són els darrers atacs que han tingut lloc a les ciutats de Barcelona i Cambrils el passat estiu del 2017. Aquests últims esdeveniments terroristes han estat executats a càrrec de l'Estat Islàmic, o coneguda a Espanya com EIIL (Estado Islámico de Irak y el Levante). Aquesta organització islàmica es caracteritza per la utilització sense reserves de la violència en la seva màxima expressió, aspira a assegurar la màxima letalitat en cada acció i integrar un moviment de dimensió global que pretén unificar el món musulmà. Les víctimes es seleccionen de forma arbitrària, ningú queda al marge i s'impedeix que hi hagi innocents. L'atemptat indiscriminat és l'enfocament estratègic més instrumentalitzat; en l'àmbit psicològic augmenta el clima de terror, ja que colpeja en qualsevol lloc i en qualsevol moment (és imprevisible); i ideològicament tothom ha de triar de quin costat està. No té projecte polític, no busca el canvi social, ni el progrés, ni la justícia universal. Se serveix de la religió per penetrar en la societat i justificar els seus mètodes, el que no vol dir que els seus actes s'executin sense cap mena de lògica o sense subjecció a una estratègia determinada, sinó que varia el sistema de valors i recompenses. Pertànyer a la divinitat li permet justificar qualsevol tipus de violència. El terrorista es converteix en l'executor dels desitjos de Déu, en el cas musulmà conegut com a Al·là, i això allunya qualsevol probabilitat de derrota alhora que es demonitza l'adversari. El martiri personal, la autoimmolació, es converteix en una aspiració atractiva per al terrorista que creu en aquest mètode cegament. A més, la gestió adequada de l'estratègia suïcida facilita el desplegament de l'activitat armada, ja que, impulsa el reclutament de nous membres, suposa un factor de gran fiabilitat en el compliment de la missió i permet suprimir la infraestructura de fugida per als activistes. Aquesta extremada violència que els caracteritza, és la mateixa que ha fet real la separació amb l'organització terrorista més coneguda i anteriorment liderada per Ossama bin Laden, Al-Qaeda.
El terrorisme no només està present a la nostra Península, sinó arreu del món i amb major presència a mesura que passen els dies, són incomptables tant els atacs islamistes com les víctimes que aquests han provocat en l'àmbit mundial. La 'guerra contra el terrorisme' ha sorgit com el conflicte principal del nostre temps, on 'el fanatisme islàmic' s'identifica com la màxima amenaça per a les democràcies liberals occidentals. Dins del Regne Unit, i més enllà, per exemple,  aquest discurs polític ha designat als musulmans com el nou enemic que justifica la introducció de la legislació antiterrorista i facilita la construcció dels musulmans com una "comunitat sospitosa".
Cal destacar a Hillyard (1993) i la seva teoria sobre la ‘’comunitat sospitosa’’, en la qual es demostra que els musulmans han substituït els irlandesos com a eix central de l'agenda de seguretat del govern, tot i que reconeixen que alguns grups han estat específicament destinats a la vigilància estatal.
Com també cal destacar a Meer i Modood, que fan referència a quatre perspectives sobre el racisme a tenir molt presents, són les següents:
- Conceptualització del racisme, que suposa que les proteccions concedides a les minories racials convencionalment concebudes com involuntàriament constituïdes no s'han d'estendre als musulmans perquè la seva identitat religiosa és voluntària.
- La forma en què la religió està malmesa per la intel·lectualitat contemporània convida a la ridiculització dels musulmans com a persones preparades per al debat intel·lectual i, per tant, no és un problema de discriminació.
- Mentre que les identitats ètniques són benvingudes a l'espai públic, hi ha molta més inquietud sobre les minories religioses.
- Dificultats per simpatitzar amb una minoria que es considera deslleial o relacionada amb el terrorisme, una visió que condueix a una percepció dels musulmans com una amenaça més que com una minoria desfavorida, sotmesa a discursos cada vegada més perniciosos de la racialització.

Fins a finals de la dècada de 1960 el terrorisme era considerat com una amenaça marginal i predictible, en els últims anys del segle XX la seva naturalesa i ritme evolutiu van canviar de forma important i al principi del segle XXI es convertia en el principal problema de seguretat dels governs, és per això que el 4 d'abril de l'any 2012, l'Assemblea General de les Nacions Unides, va publicar un document en el qual es parlava sobre l'estratègia global que tenia les Nacions Unides contra la lluita del terrorisme i on es parla de diferents tipus mesures preventives davant de possibles futurs atemptats. d'aquestes mesures per prevenir i combatre el terrorisme en podem destacar les següents:
- Enfortiment dels instruments jurídics i internacionals
- Prevenció d'atacs armats de destrucció en massa i interdicció del tràfic il·lícit
- Lluita contra el finançament del terrorisme
- Millora de la seguretat del transport

## Enfocament dialògic de Paulo Freire
Ramón Flecha suggereix que els educadors han intentat combatre el racisme mitjançant el desenvolupament de pedagogies antiracistes que utilitzen l'enfocament relativista defensat per pensadors contemporanis com Michel Foucault i Jacques Derrida. Ha argumentat que aquest enfocament desafia el racisme modern, però en realitat promou el racisme postmodern. Arran d'obres de diàleg de teòrics com Paulo Freire i Jürgen Habermas, Flecha recomana que els educadors utilitzin l'enfocament dialògic, que emfatitza la necessitat de la igualtat de drets entre totes les persones, per desenvolupar pedagogies antiracistes eficaces que puguin tractar simultàniament amb ambdues formes de racisme.
S'ha d'educar per al diàleg i les relacions dialògiques perquè ofereix als educadors un vehicle per resoldre els desafiaments ontològics i existencials. La vida moral evoluciona a partir d'un procés de diàleg continu que ens ajuda a identificar qui som tot connectant raó i diàleg, aquesta reflexió crítica permet a les persones comprendre qui som realment. Hem de tenir en compte la centralitat de les relacions pel ple desenvolupament de la tolerància, consideració i adaptació mútua, així com la nostra capacitat per identificar qui som en una multitud. Si no mirem cap al reconeixement de la resta, les persones no poden desenvolupar una autobiografia realment autoconscient. Per tant, les relacions s'han de donar des d'una base de respecte propi.
El diàleg és l'oportunitat que existeix en qualsevol interacció per a desafiar una creença prèviament sostenia en pensar en conjunt amb altres per profunditzar la comprensió o el significat compartit. També ens ajuda a restringir l'ús sobre experiències diferencials de raça, que ens exclou l'oportunitat d'aprendre i de construir una comprensió més productiva.
Els discursos comunicatius inclouen la interacció dialògica i la interacció relacionada amb el poder, aquesta última podem dir que fomenta el racisme mentre que la interacció dialògica està orientada al consens i forma la base dels actes comunicatius dialògics i per tan també del llenguatge i les pràctiques antiracistes.
El diàleg penetra cada vegada més en les relacions i actes comunicatius convertint-se així en el seu eix vertebrador, sense una perspectiva dialògica no podem explicar l'evolució de la democràcia al món. Encara que això no significa que no estiguin donant-se actes comunicatius de poder en els marcs democràtics (aquests que fan perdurar el racisme). La democràcia aporta estructures més igualitàries per a la societat que les de qualsevol govern totalitari, hi conviuen actes comunicatius dialògics i de poder. No obstant això, la possibilitat que les primeres augmentin respecte a les segones només és possible en un marc institucional on predominin les relacions dialògiques.
Quan es produeixen discursos racistes o es posen en pràctica en forma d'accions violentes hi predominen les interaccions de poder. Hem de tenir en compte a més de les intencions dels subjectes també els efectes dels seus actes comunicatius, aquests últims són els que veritablement ens permeten identificar l'origen dels problemes socials com el racisme o l'exclusió.
La imposició i la mentida són característiques d'un acte comunicatiu de poder, mentre que el consens sense coacció i la sinceritat d'un de dialògic.
Quan el diàleg adquireix major importància en les relacions socials, les possibilitats de combatre discursos racistes és major.
Quan predominen les interaccions de poder recauen sobre els grups més vulnerables, però quan ho fan les dialògiques es dona un millor aprofitament de la diversitat cultural, aquestes són el cor dels nostres actes comunicatius i no fomenten discursos racistes ni xenòfobs ni perjudiquen els grups minoritaris com els altres.
Al discurs racista postmodern, les relacions socials sempre són de poder. No té una concepció igualitària, sinó que nega la possibilitat de diàleg entre cultures, l'existència de valors universals o la possibilitat de crear noves realitats.
L'anàlisi del poder i del diàleg que inclou la concepció dels actes comunicatius és l'element que permet avançar en el coneixement del llenguatge i tenir en compte condicionants com ara els prejudicis racistes, les posicions de poder i l'ús que d'elles en fan.